# Ophiothela
Genre
Ophiothela est un genre d'ophiures (animaux marins ressemblant à des étoiles de mer souples), de la famille des Ophiotrichidae.

## Liste des espèces
Selon World Register of Marine Species (28 janvier 2015) :

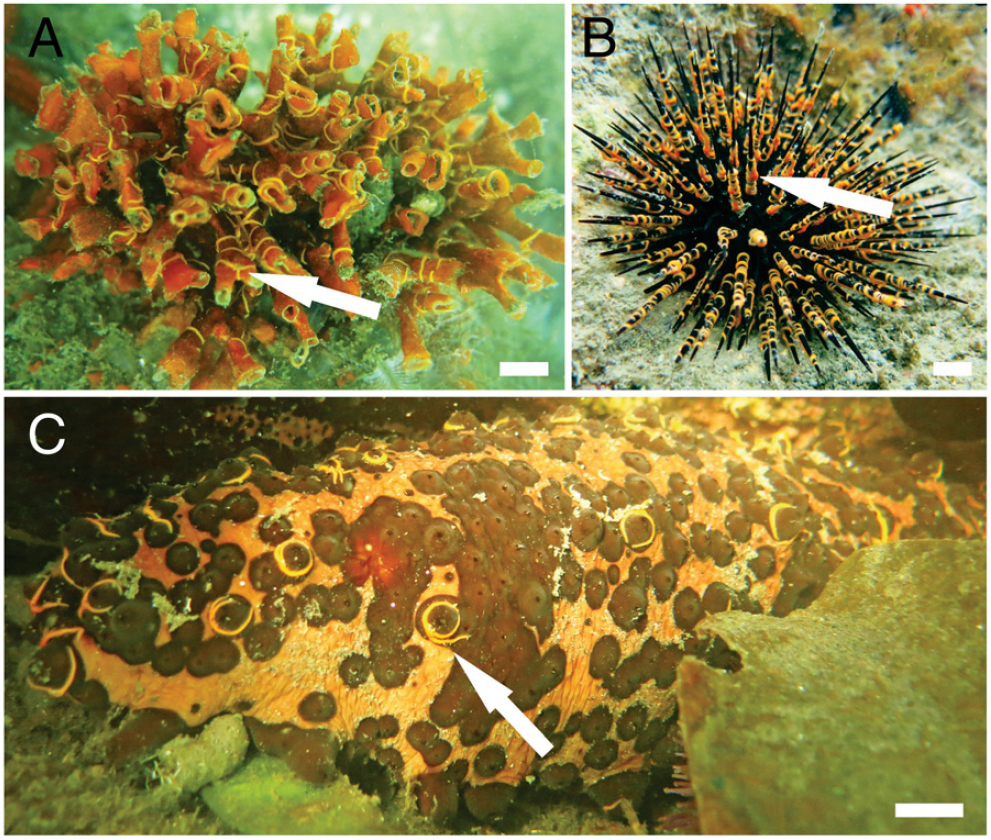
Ces ophiures (ici Ophiothela mirabilis) ont souvent un mode de vie symbiotique.

- Ophiothela gracilis Nielsen, 1932 -- Pacifique est
- Ophiothela mirabilis Verrill, 1867 -- Pantropicale (exotique aux Caraïbes)
- Ophiothela tigris Lyman, 1871 -- Océan indien occidental
- Ophiothela venusta (de Loriol, 1900) -- Océan indien nord-occidental
- Ophiothela vincula Mortensen, 1913 -- Philippines

- Ophiothela celingae (Domantay, 1957) (taxon inquirendum)
- Ophiothela ludinge (Domantay, 1957) (taxon inquirendum)
- Ophiothela panningi (Domantay & Domantay, 1966) (taxon inquirendum)
- Ophiothela ohadra (nomen dubium)

L'espèce Ophiothela danae Verrill, 1869 a été placée en synonymie avec Ophiothela mirabilis en 2020. 

Ophiothela gracilis.
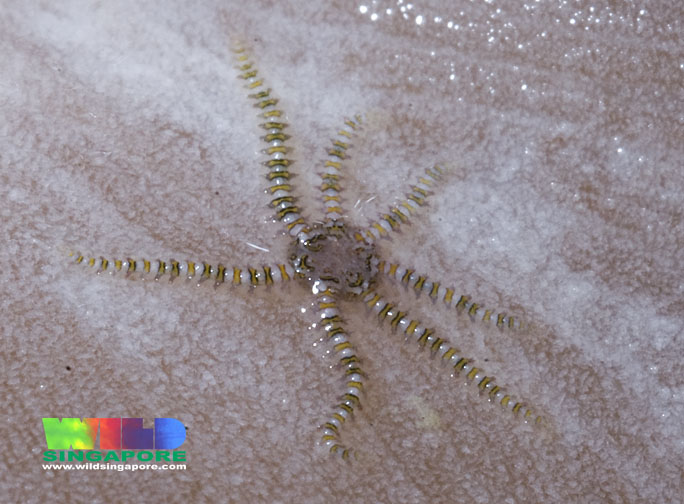
Ophiothela mirabilis.
Ophiothela vincula.

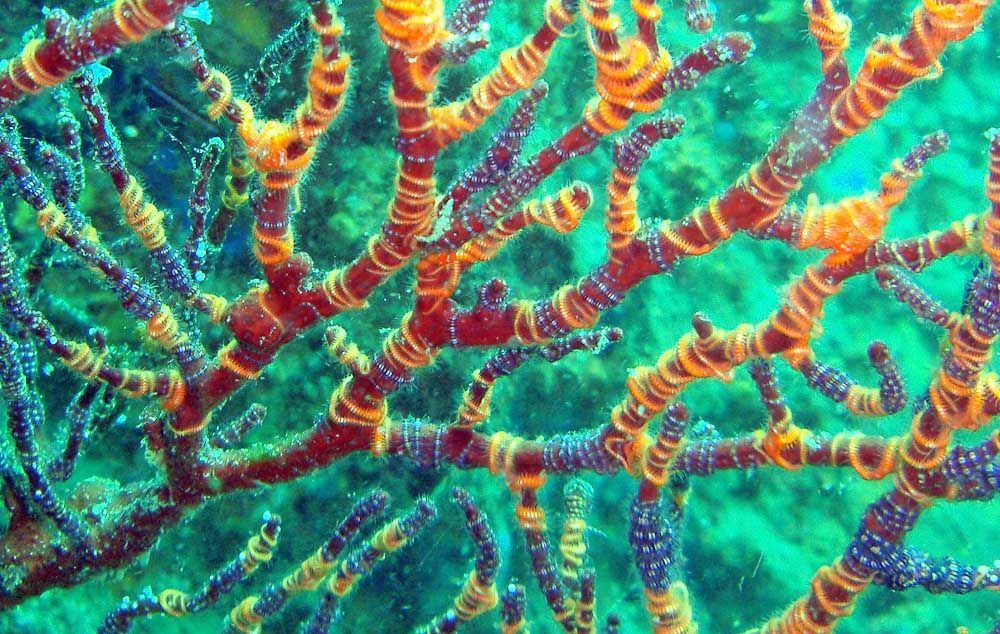
Ophiothela mirabilis, in situ.
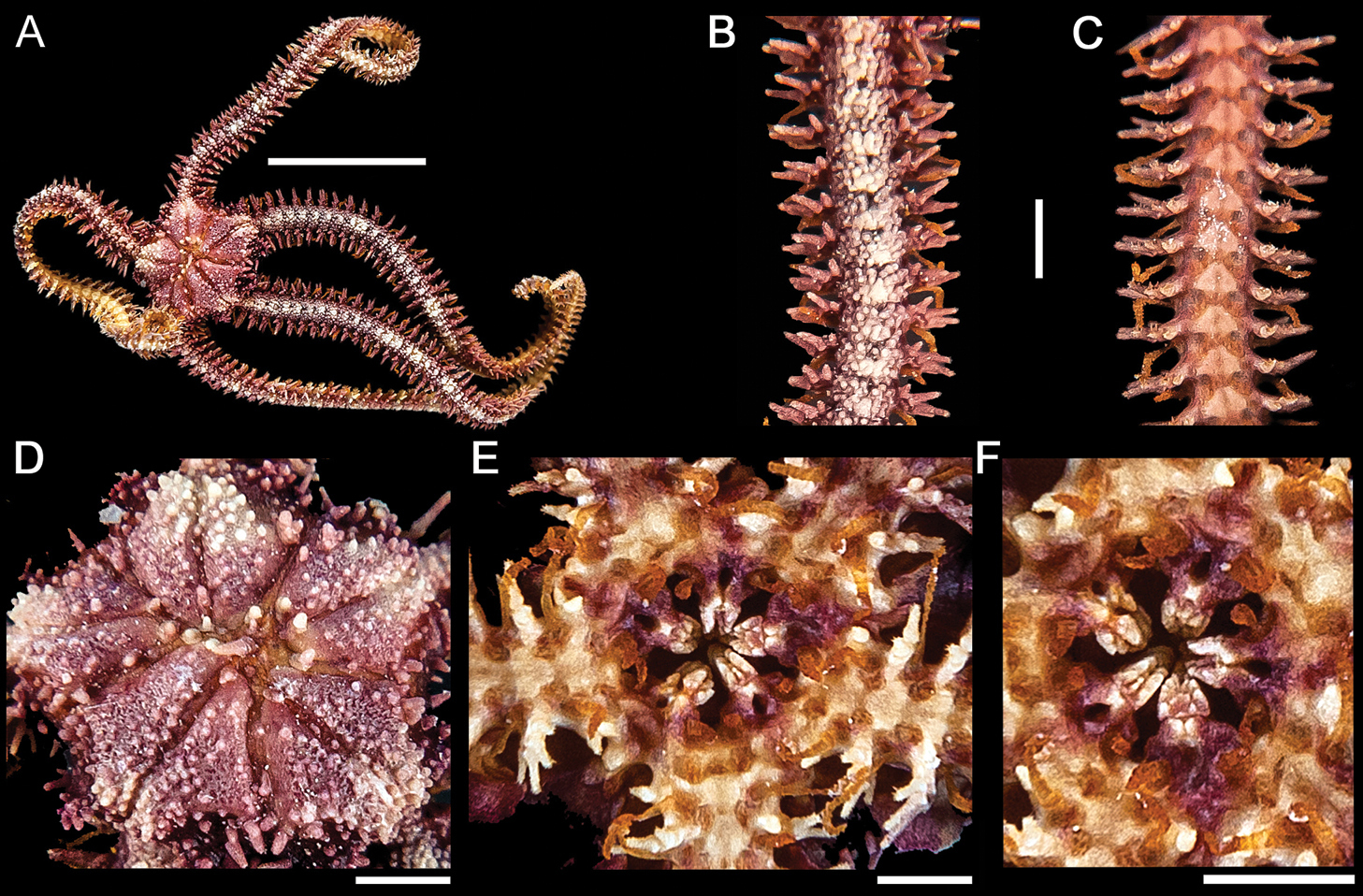
Ophiothela mirabilis, détails.
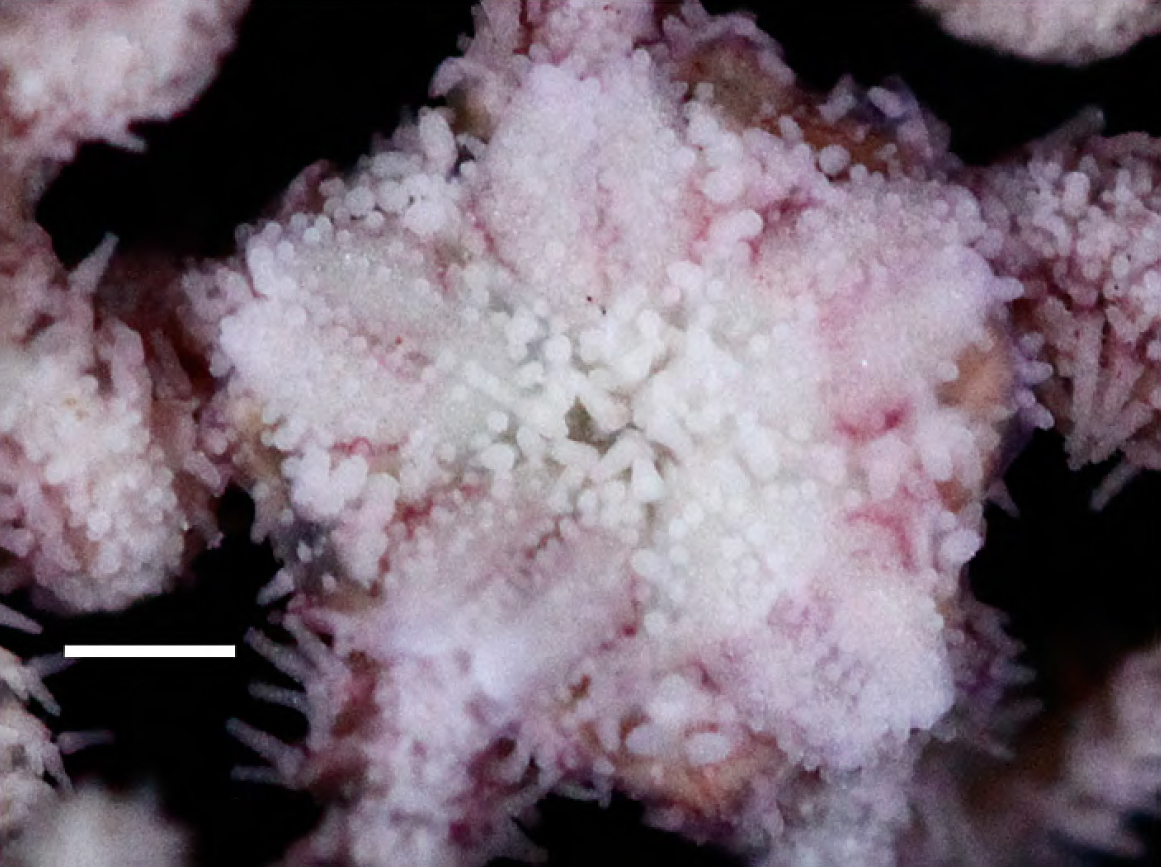
Ophiothela mirabilis, vue dorsale du disque central.